# Elezioni presidenziali negli Stati Uniti d'America del 2020

Voti nel Collegio Elettorale: Joe R. Biden, Jr./Kamala D. Harris (306); Donald J. Trump/Mike R. Pence (232).

Le elezioni presidenziali negli Stati Uniti d'America del 2020 si sono tenute il 3 novembre e sono state le 59e elezioni presidenziali della storia degli Stati Uniti.
In virtù del funzionamento del sistema elettorale statunitense, gli elettori sono stati chiamati a eleggere i cosiddetti grandi elettori che il 14 dicembre 2020 si sono riuniti nel collegio elettorale per eleggere il nuovo presidente e il suo vice presidente. Prima delle effettive elezioni presidenziali si è svolta una serie di elezioni primarie e di caucus, aventi lo scopo di individuare il candidato di ogni partito alle elezioni. Questa fase preliminare si è tenuta durante la prima metà del 2020. Anche questa procedura di nomina è un'elezione indiretta, in cui gli iscritti di ogni partito nominano dei delegati, che poi sono chiamati a eleggere il candidato del proprio partito in una convention che ufficializza la nomina del candidato alla presidenza e di quello alla vice presidenza (il ticket).
Il presidente uscente Donald Trump ha annunciato di volersi candidare ad un secondo mandato per il Partito Repubblicano. A seguito di questa candidatura, i dirigenti di questo partito di numerosi Stati hanno annunciato di non tenere le primarie e i caucus, in dimostrazione di sostegno della candidatura di Trump. Per il Partito Democratico inizialmente sono pervenute 27 candidature, il numero più alto mai avuto per un processo di nomina del candidato presidenziale nella storia delle elezioni presidenziali statunitensi moderne. Al termine della procedura di elezioni primarie, la convention, il partito ha proclamato Joe Biden candidato ufficiale alla Casa Bianca. Biden ha poi indicato come compagna di ticket la senatrice californiana Kamala Harris.
Queste elezioni hanno registrato la più alta affluenza ai seggi della storia degli Stati Uniti dal 1900 ed entrambi i candidati hanno battuto il record di preferenze totali ottenuto precedentemente da Barack Obama alle elezioni presidenziali del 2008.
Il vincitore delle elezioni è risultato essere Joe Biden, il quale ha interrotto dopo 28 anni la serie di vittorie da parte dei presidenti uscenti ricandidati dai rispettivi partiti. Biden è divenuto presidente degli Stati Uniti d'America dopo essere stato eletto dal collegio elettorale il 14 dicembre 2020 e ha iniziato ufficialmente il suo mandato il 20 gennaio 2021.
Sin dalle ore immediatamente successive allo spoglio, il Presidente uscente Donald Trump si è rifiutato di riconoscere l'esito delle votazioni e la vittoria dello sfidante, sostenendo la presenza di brogli e annunciando ricorsi legali. Il 23 novembre 2020 l'amministrazione Trump ha consentito l'avvio della transizione.

## Contesto

### Procedura
L'articolo 2 della Costituzione degli Stati Uniti d'America prevede che una persona che si voglia candidare alla presidenza sia cittadino statunitense dalla nascita, abbia almeno 35 anni di età e risieda su suolo statunitense da almeno 14 anni. Solitamente il candidato cerca di ottenere la nomina da uno dei partiti politici attraverso il procedimento delle elezioni primarie in cui i singoli partiti giungono alla nomina del proprio candidato. Nella maggior parte dei casi, le elezioni primarie sono delle elezioni indirette: gli iscritti di ogni partito eleggono una serie di "delegati" che si recheranno successivamente alla convention del proprio partito dove eleggeranno ufficialmente il proprio candidato alla presidenza e alla vice presidenza (il ticket), anche se quest'ultimo è spesso scelto direttamente dal candidato alla presidenza. Anche le elezioni presidenziali di novembre sono delle elezioni indirette: gli elettori nominano dei delegati (i grandi elettori), che successivamente si riuniranno nel Collegio elettorale ed eleggeranno direttamente il presidente e il vice presidente.
Il 25 agosto 2018 il Comitato nazionale democratico (DNC) ha fortemente limitato l'influenza dei cosiddetti "superdelegati", ovvero di quei delegati nominati automaticamente alla convention del Partito Democratico e quindi liberi di scegliere il loro candidato preferito, a differenza dei pledged delegates, quei delegati che sono stati nominati durante il processo delle primarie e che "promettono" di votare alla convention per un certo candidato. Da questa tornata elettorale in poi, i superdelegati, che sono circa un 15% circa del totale dei delegati alla convention, sono esclusi dalla prima votazione.
Per quanto riguarda il Partito Repubblicano, alcune sezioni statali del partito hanno cancellato la loro procedura delle primarie appoggiando direttamente la ricandidatura di Donald Trump, mentre altre sezioni hanno considerato di farlo. Come precedente di questa scelta, si citano i casi della cancellazione delle primarie repubblicane durante le rielezioni di George H. W. Bush e di suo figlio George W. Bush, rispettivamente nel 1992 e nel 2004. Anche il Partito Democratico in precedenza aveva cancellato le sue elezioni primarie nel 1996 per non ostacolare la ricandidatura di Bill Clinton e nel 2012 per non intralciare la nomina di Barack Obama.
Il 26 agosto 2019 lo stato del Maine ha approvato una norma che consente, sia per le elezioni primarie sia per quelle generali, il sistema del voto alternativo: esso prevede che l'elettore, nel caso in cui vi siano più di due candidati, abbia la possibilità di indicare un ordine di preferenza fra i candidati. La mancata firma del governatore del Maine Janet Mills non ha però consentito che la norma fosse applicata materialmente già dalle primarie democratiche del 2020, che hanno preso inizio a marzo 2020; tuttavia la norma è valida e quindi il Maine è divenuto il primo stato ad applicare il sistema del voto alternativo per le elezioni presidenziali. L'applicazione di questo sistema, che il Maine e il Nebraska utilizzano da diversi anni per le elezioni dei loro rappresentanti al Congresso, è però potenzialmente foriera di complicazioni nelle operazioni di scrutinio e nell'interpretazione del voto popolare.
Il 22º emendamento alla Costituzione degli Stati Uniti d'America non consente a chi abbia già ricoperto due mandati presidenziali di candidarsi nuovamente alla presidenza. Quindi questa norma vieta agli ex presidenti Bill Clinton, George W. Bush e Barack Obama di ricandidarsi. Tra gli ex presidenti ancora in vita l'unico che può candidarsi è quindi Jimmy Carter, essendo stato presidente per un solo mandato. Tuttavia, Carter dichiarò nettamente di non volersi candidare, soprattutto per ovvi motivi di età e di salute.

### Tendenze demografiche
Da molto tempo le strategie dei partiti politici statunitensi seguono con costanza i trend demografici degli elettori. Per le elezioni presidenziali del 2020, il gruppo degli elettori di età compresa tra i 18 e i 45 anni, il cuore dell'elettorato statunitense, è stimato di poco al di sotto del 40% dell'elettorato complessivo, mentre il 30% degli elettori è di etnia non bianca. Un rapporto condotto da entrambi i partiti prevede che gli elettori afroamericani, ispanici, asiatici e di altre etnie minori, come anche gli elettori "bianchi con un diploma al college" siano in aumento rispetto alle elezioni del 2016. Questo dato in linea teorica sarebbe favorevole al Partito Democratico anche se, a causa delle differenze di collocazione geografica di queste tendenze, ciò potrebbe non limitare fortemente le possibilità di Donald Trump di vincere le elezioni nel Collegio elettorale, anche ottenendo un numero di voti popolari ancora inferiore rispetto al 2016.

### Elezioni concomitanti
Le elezioni presidenziali del 2020 si sono tenute in contemporanea con le elezioni di un terzo dei componenti del Senato e di tutti i componenti della Camera dei Rappresentanti. Diversi Stati hanno avuto le proprie elezioni per nominare il loro rispettivo governatore e i rappresentanti delle loro Camere. Dopo le elezioni, la Camera dei Rappresentanti è chiamata a procedere a una riorganizzazione dei distretti elettorali sulla base dei risultati del nuovo censimento nazionale; a cascata un procedimento simile di riorganizzazione dei distretti elettorali è previsto anche a livello statale. Ciò a dimostrazione dell'importanza di queste elezioni presidenziali e delle contemporanee elezioni per la Camera dei Rappresentanti, per il Senato e di quelle statali. Infatti i vincitori di queste elezioni possono procedere alla modifica dei distretti elettorali, che a seguire non si potranno modificare fino al 2032. Inoltre, a causa del noto coattail effect, la vittoria del proprio candidato alla presidenza degli Stati Uniti può favorire la vittoria dei singoli candidati al Congresso e a livello statale, determinando un assetto politico stabile almeno per un quadriennio.

## Candidati

### Partito Democratico
| Partito Democratico (Stati Uniti d'America)      |                                        |
| Joe Biden                                        | Kamala Harris                          |
| Candidato Presidente                             | Candidata Vicepresidente               |
|                                                  |                                        |
| 47º Vicepresidente degli Stati Uniti (2009-2017) | Senatrice della California (2017-2021) |
|                                                  |                                        |

Il candidato del Partito Democratico è stato Joe Biden, già Senatore per lo stato del Delaware (1973-2009) ed ex-vicepresidente degli Stati Uniti (2009-2017) avendo raggiunto la quota di 1.991 delegati il 6 giugno 2020.
Come accennato, nell'agosto 2018 il Comitato Nazionale Democratico ha votato per impedire ai superdelegati di votare al primo scrutinio del processo di nomina a partire dalle elezioni del 2020: ciò ha richiesto che un candidato vincesse la maggioranza dei delegati promessi dalle elezioni primarie assortite per vincere la nomina del partito. L'ultima volta in cui questo non si verificò fu per la nomina di Adlai Stevenson II alla Convenzione Nazionale Democratica del 1952. Nel frattempo sei stati hanno scelto di utilizzare il Voto alternativo nelle primarie: Alaska, Hawaii, Kansas e Wyoming per tutti gli elettori, Iowa e Nevada per il voto a distanza.
Dopo la sconfitta di Hillary Clinton nelle precedenti elezioni, il Partito Democratico è stato in gran parte considerato privo di un chiaro leader e si è diviso tra l'ala centrista, affine alla Clinton, e l'ala più progressista del partito, legata all'indipendente Sanders, perpetuando una situazione già verificatasi nelle elezioni primarie del 2016. Nel 2018 diversi distretti della Camera degli Stati Uniti che i democratici speravano di ottenere dalla maggioranza repubblicana hanno avuto elezioni primarie controverse, situazione che Elena Schneider di Politico ha descritto come una "guerra civile democratica". Nel frattempo c'è stato uno spostamento generale a sinistra della rappresentanza democratica al Senato per quanto riguarda le posizioni sulle tasse scolastiche, l'assistenza sanitaria e l'immigrazione.
Complessivamente, il campo delle primarie democratiche del 2020 aveva 29 candidati principali, battendo il record per il campo più grande nell'ambito del moderno sistema delle primarie presidenziali precedentemente stabilito durante le primarie del Partito Repubblicano del 2016 con 17 candidati principali. Diverse donne si candidarono, aumentando le probabilità che i Democratici nominassero una donna per la seconda volta di seguito.
Arrivati ai caucus dell'Iowa il 3 febbraio 2020, il campo era sceso a 11 candidati principali. Pete Buttigieg ha sconfitto di poco Bernie Sanders in Iowa, poi Sanders ha battuto Buttigieg nelle primarie dell'11 febbraio nel New Hampshire. Dopo l'abbandono di Michael Bennet, Deval Patrick e Andrew Yang, Sanders ha vinto i caucus del Nevada il 22 febbraio. Joe Biden ha poi vinto le primarie della Carolina del Sud, costringendo Buttigieg, Amy Klobuchar e Tom Steyer ad abbandonare le loro campagne; Buttigieg e Klobuchar hanno poi immediatamente sostenuto la candidatura di Biden. Dopo il Super Tuesday, 3 marzo, Michael Bloomberg ed Elizabeth Warren hanno abbandonato la gara, lasciando tre candidati rimasti: Biden e Sanders, i principali contendenti, e Tulsi Gabbard, che rimase in gara nonostante le scarse probabilità di vittoria. Gabbard poi abbandonò e sostenne Biden dopo la corsa del 17 marzo, Arizona, Florida e Illinois.
L'8 aprile 2020, Sanders si ritira dalla corsa, secondo quanto riferito dopo essere stato convinto dall'ex presidente Barack Obama, lasciando Biden come l'unico grande candidato rimasto per la corsa alla Casa Bianca. Biden ha poi ottenuto l'approvazione di Obama, Sanders e Warren. Il 5 giugno 2020 Biden aveva ufficialmente guadagnato abbastanza delegati per garantire la sua nomina alla Convention Democratica, e ha continuato a lavorare con Sanders per sviluppare una task force politica comune.
L'11 agosto 2020 Biden, ufficialmente candidato come presidente, annunciò di aver scelto come candidata alla vicepresidenza Kamala Harris, già senatrice democratica e Procuratrice Generale per la California. Harris, una volta eletta, è diventata la prima persona di colore a essere vicepresidente, prima vicepresidente donna, primo vicepresidente afroamericano e primo asiatico-americano degli Stati Uniti. È inoltre la terza donna a candidarsi alla carica di vicepresidente, dopo Geraldine Ferraro nel 1984 e Sarah Palin nel 2008, nonché la prima persona in rappresentanza degli Stati Uniti occidentali a comparire nel ticket presidenziale del Partito Democratico.

### Partito Repubblicano
| Partito Repubblicano (Stati Uniti d'America) |                                                  |
| Donald Trump                                 | Mike Pence                                       |
| Candidato Presidente                         | Candidato Vicepresidente                         |
|                                              |                                                  |
| 45º Presidente degli Stati Uniti (2017-2021) | 48º Vicepresidente degli Stati Uniti (2017-2021) |
|                                              |                                                  |

Donald Trump ha formalmente ufficializzato di volersi ricandidare come presidente e di voler candidare nuovamente come vicepresidente Mike Pence, già vicepresidente durante la prima amministrazione Trump. La campagna elettorale per la sua rielezione ha già preso avvio dalla sua precedente vittoria del 2016, spingendo alcuni commentatori a sostenere che la tattica elettorale di Trump, con quest'ultimo continuamente impegnato in manifestazioni politiche, si potesse descrivere come una "campagna elettorale senza fine". Il 20 gennaio 2017 Trump ha ufficialmente presentato la documentazione necessaria per la sua candidatura secondo le norme del Federal Election Campaign Act.
Tuttavia, a partire dal successivo agosto 2017, numerosi articoli di stampa hanno sostenuto l'esistenza di una fronda interna al Partito Repubblicano per ostacolare la ricandidatura di Trump, soprattutto da parte dell'establishment più moderato del partito. L'allora senatore dell'Arizona John McCain dichiarò che i repubblicani vedono nel suo presidente delle debolezze". Susan Collins (senatrice del Maine), Rand Paul (senatore del Kentucky) e Chris Christie (ex governatore del New Jersey) hanno tutti espresso dubbi sul fatto che effettivamente Trump possa ottenere la nomination del Partito Repubblicano. Altri commenti negativi alla sua ricandidatura sono provenuti dal senatore Jeff Flake e dall'esperto di strategia politica Roger Stone. Tuttavia il 25 gennaio 2019 il Comitato nazionale repubblicano (RNC) ha espresso il suo appoggio alla ricandidatura di Trump, anche se in forma non ufficiale.
Il primo politico repubblicano a presentare ufficialmente la sua candidatura sfidando quella di Trump è stato l'ex governatore del Massachusetts Bill Weld, annunciandolo il 15 aprile 2019. Bill Weld, che alle elezioni presidenziali del 2016 era il candidato alla vice presidenza per il Partito Libertario, è considerato uno sfidante debole per via delle sue posizioni piuttosto libertarie su diversi temi, come il diritto all'aborto, sui matrimoni gay e sulla legalizzazione dell'uso di marijuana. Successivamente è stato Joe Walsh, ex deputato alla Camera dei Rappresentanti e proveniente dall'Illinois, a presentare ufficialmente la sua candidatura il 25 agosto 2019, dichiarando: "Farò tutto quello che posso. Non voglio che Trump vinca. Il paese non può permettersi che lui vinca. Se non dovessi riuscirci, non lo voterò". L'8 settembre 2019 anche l'ex governatore e deputato della South Carolina Mark Sanford ha presentato la sua candidatura ufficiale, salvo poi ritirarla il 12 novembre successivo.
Il 31 ottobre 2019 la Camera dei Rappresentanti ha votato per approvare le procedure che regoleranno le udienze pubbliche nell'ambito di un possibile impeachment nei confronti del presidente Trump in seguito allo scoppio del caso "Trump-Ucraina". Le udienze hanno preso nella metà novembre 2019, il processo è iniziato al Senato il 16 gennaio 2020 e si è concluso con la sua assoluzione il 5 febbraio.

### Partito Libertario
| Partito Libertario (Stati Uniti d'America) |                           |
| Jo Jorgensen                               | Spike Cohen               |
| Candidato Presidente                       | Candidato Vicepresidente  |
|                                            |                           |
| Insegnante della Clemson University        | Podcaster e uomo d'affari |
|                                            |                           |

La candidata del Partito Libertario (o Libertariano) è Jo Jorgensen, docente di psicologia all'Università di Clemson e già candidata a vice-presidente libertaria nel 1996. Jorgensen è l'unica candidata presidenziale donna nel 2020 con accesso ad almeno 270 voti dei grandi elettori e ha ricevuto il sostegno del candidato presidente libertario per le elezioni del 2012 e del 2016, Gary Johnson, e del primo membro libertario del Congresso Justin Amash.
Jorgensen è stata scelta il 23 maggio 2020 come candidata del partito, dopo 4 votazioni, sebbene il candidato Jacob Hornberger avesse vinto più primarie e ricevuto più voti. Nella seguente tabella dei candidati sono presenti solo i candidati che hanno superato le nomine.
| Candidato        | Esperienza | Stato            | Voti  | Primarie vinte                 | Delegati al primo turno | Fonti         |
| ---------------- | --- | ---------------- | ----- | ------------------------------ | ----------------------- | ------------- |
| Jo Jorgensen     | vedi sopra | Carolina del Sud | 4 578 | 1 (NE)                         | 248                     | [ 63 ]        |
| Jacob Hornberger | Candidato indipendente per il Senato in Virginia del 2002 Candidato presidente nel 2000 Fondatore della Future of Freedom Foundation | Virginia         | 8 986 | 7 (IA, MN, MO, NY, CA, OH, CT) | 236                     | [ 59 ] [ 64 ] |
| Vermin Supreme   | 7 volte candidato presidente Artista e attivista                                                                                     | Massachusetts    | 4 288 | 2 (MA, NH)                     | 171                     | [ 59 ] [ 65 ] |
| John Monds       | Ex presidente della contea di Grady, Georgia NAACP Candidato governatore della Georgia nel 2010                                      | Georgia          | 1     | 0                              | 147                     | [ 66 ] [ 67 ] |
| Jim Gray         | Candidato vice presidente nel 2012 Giurista, ex presidente della Corte Superiore della Contea di Orange, California                  | California       | 42    | 0                              | 98                      | [ 68 ]        |
| Adam Kokesh      | Attivista politico anti-guerra Candidato per il Senato dell'Arizona nel 2018                                                         | Arizona          | 2 728 | 0                              | 77                      | [ 69 ] [ 70 ] |

### Partito Verde
| Partito Verde degli Stati Uniti   |                                        |
| Howie Hawkins                     | Angela Walker                          |
| Candidato Presidente              | Candidata Vicepresidente               |
|                                   |                                        |
| Cofondatore del Partito dei Verde | Direttrice legislativa locale dell'ATU |
|                                   |                                        |

Il candidato del Partito Verde con il maggior vantaggio alle primarie del partito è il co-fondatore del partito, candidato anche per il Partito Socialista degli USA e tre volte candidato governatore di New York Howie Hawkins, sostenuto anche dai candidati presidente del Partito Verde del 2012 e del 2016.
Nella seguente tabella sono indicati solo i candidati la cui campagna è stata ufficialmente riconosciuta dal Partito Verde e/o rientra nei suoi criteri.
| Candidato     | Esperienza                                                   | Stato         | Voti  | Primarie vinte | Delegati  | Fonti                |
| ------------- | ------------------------------------------------------------ | ------------- | ----- | -------------- | --------- | -------------------- |
| Howie Hawkins | vedi sopra                                                   | New York      | 5 056 | 19             | 129,5/382 | [ 71 ] [ 72 ] [ 73 ] |
| Dario Hunter  | Ex membro del Consiglio d'Istruzione di Youngstown           | California    | 3 040 | 1              | 42,5/382  | [ 77 ]               |
| David Rolde   | Ex segretario del Partito Verde-Arcobaleno del Massachusetts | Massachusetts | 958   | 0              | 5/382     | [ 76 ] [ 78 ]        |

### Partiti minori e indipendenti
| Partito                                                                                                 | Candidato          | Esperienza                                      | Vice              | Accesso a           | Fonti         |
| --- | ------------------ | ----------------------------------------------- | ----------------- | ------------------- | ------------- |
| Partito della Costituzione                                                                              | Don Blankenship    | Dirigente del carbone in West Virginia          | William Mohr      | 14 stati            | [ 80 ]        |
| Partito per il Socialismo e la Liberazione con sostegno di: Partito Pace e Libertà, Liberty Union Party | Gloria La Riva     | Attivista californiana                          | Leonard Peltier   | 3 stati             | [ 81 ] [ 82 ] |
| Partito Proibizionista con Partito Indipendente Americano                                               | Phil Collins       | Ex amministratore di Libertyville, Nevada       | Billy Joe Parker  | 3 stati             | [ 83 ] [ 84 ] |
| Partito dell'Alleanza                                                                                   | Rocky De La Fuente | Uomo d'affari e "candidato perenne" in Florida  | Darcy Richardson  | 2 stati             | [ 85 ]        |
| Pane e Rose                                                                                             | Jerome Segal       | Filosofo dal Maryland                           | John de Graaf     | 1 stato             | [ 86 ]        |
| Partito Marijuana Legale Ora                                                                            | Rudy Reyes         | Insegnante, archeologo e attivista californiano | non ancora scelto | 1 stato             | [ 87 ]        |
| Partito dell'Unità d'America                                                                            | Bill Hammons       | Fondatore del partito, dal Texas                | Eric Bodenstab    | 1 stato             | [ 88 ]        |
| Partito Americano della Solidarietà                                                                     | Brian T. Carroll   | Insegnante californiano                         | Amar Patel        | write-in in 8 stati | [ 89 ] [ 90 ] |
| Birthday Party                                                                                          | Kanye West         | Cantante                                        | Michelle Tidball  | 11 stati            | [ 91 ]        |

## Risultati
| Candidati       | Candidati            | Partiti                         | Voti        | %     | Delegati |
| Presidente      | Vicepresidente       | Partiti                         | Voti        | %     | Delegati |
| --------------- | -------------------- | ------------------------------- | ----------- | ----- | -------- |
| Joe Biden       | Kamala Harris        | Partito Democratico             | 81 283 501  | 51,31 | 306      |
| Donald Trump    | Mike Pence           | Partito Repubblicano            | 74 223 975  | 46,85 | 232      |
| Jo Jorgensen    | Spike Cohen          | Partito Libertario              | 1 865 724   | 1,18  | –        |
| Howie Hawkins   | Angela Nicole Walker | Partito Verde degli Stati Uniti | 407 068     | 0,26  | –        |
| Altri candidati | -                    | -                               | 649 552     | 0,41  | –        |
| Totale          | Totale               | Totale                          | 158 429 631 | 100   | 538      |

| Joe Biden     |  | 51,31% |
| Donald Trump  |  | 46,85% |
| Jo Jorgensen  |  | 1,18%  |
| Howie Hawkins |  | 0,26%  |
| Altri         |  | 0,41%  |

     Biden (306)
     Trump (232)

### Risultati per stato
| Stato                   | GE  | Joe Biden (D) | Joe Biden (D) | Donald Trump (R) | Donald Trump (R) | Jo Jorgensen (L) | Jo Jorgensen (L) | Altri candidati | Altri candidati | Votanti     | Affluenza | Precedenti | Precedenti | Precedenti     | Precedenti    |
| Stato                   | GE  | Voti          | %             | Voti             | %                | Voti             | %                | Voti            | %               | Votanti     | Affluenza | Affl. 2016 | Vinc. 2016 | Vinc. variato? | Prec. variaz. |
| ----------------------- | --- | ------------- | ------------- | ---------------- | ---------------- | ---------------- | ---------------- | --------------- | --------------- | ----------- | --------- | ---------- | ---------- | -------------- | ------------- |
| Alabama                 | 9   | 849 624       | 36,6%         | 1 441 170        | 62,0%            | 25 176           | 1,1%             | 7 312           | 0,3%            | 2 323 282   | 63,1%     | 66,8%      | R          | No             | 1980          |
| Alaska                  | 3   | 153 778       | 42,8%         | 189 951          | 52,8%            | 8 897            | 2,5%             | 6 904           | 1,9%            | 359 530     | 60,7%     | 60,8%      | R          | No             | 1968          |
| Arizona                 | 11  | 1 672 143     | 49,4%         | 1 661 686        | 49,1%            | 51 465           | 1,5%             | 2 032           | 0,1%            | 3 387 326   | 79,9%     | 74,2%      | R          | Sì             | 2000          |
| Arkansas                | 6   | 423 932       | 34,8%         | 760 647          | 62,4%            | 13 133           | 1,1%             | 21 357          | 1,8%            | 1 219 069   | 56,1%     | 53,0%      | R          | No             | 2000          |
| California              | 55  | 11 110 639    | 63,5%         | 6 006 518        | 34,3%            | 187 910          | 1,1%             | 196 313         | 1,1%            | 17 501 380  | 70,9%     | 58,7%      | D          | No             | 1992          |
| Carolina del Nord       | 15  | 2 684 292     | 48,6%         | 2 758 775        | 49,9%            | 48 678           | 0,9%             | 33 059          | 0,6%            | 5 524 804   | 77,4%     | 65,2%      | R          | No             | 2012          |
| Carolina del Sud        | 9   | 1 091 541     | 43,4%         | 1 385 103        | 55,1%            | 27 916           | 1,1%             | 8 769           | 0,3%            | 2 513 329   | 72,1%     | 67,9%      | R          | No             | 1980          |
| Colorado                | 9   | 1 804 352     | 55,4%         | 1 364 607        | 41,9%            | 52 460           | 1,6%             | 35 561          | 1,1%            | 3 256 980   | 86,9%     | 74,4%      | D          | No             | 2008          |
| Connecticut             | 7   | 1 080 831     | 59,3%         | 714 717          | 39,2%            | 20 230           | 1,1%             | 8 079           | 0,4%            | 1 823 857   | 79,7%     | 76,9%      | D          | No             | 1992          |
| Dakota del Nord         | 3   | 115 042       | 31,8%         | 235 751          | 65,1%            | 9 371            | 2,6%             | 1 860           | 0,5%            | 362 024     | 62,6%     | 61,3%      | R          | No             | 1968          |
| Dakota del Sud          | 3   | 150 471       | 35,6%         | 261 043          | 61,8%            | 11 095           | 2,6%             | 0               | 0,0%            | 422 609     | 73,9%     | 59,9%      | R          | No             | 1968          |
| Delaware                | 3   | 296 268       | 58,8%         | 200 603          | 39,8%            | 5 000            | 1,0%             | 2 475           | 0,5%            | 504 346     | 68,9%     | 65,4%      | D          | No             | 1992          |
| Distretto di Columbia   | 3   | 317 323       | 92,1%         | 18 586           | 5,4%             | 2 036            | 0,6%             | 6 411           | 1,9%            | 344 356     | 66,9%     | 65,3%      | D          | No             | mai           |
| Florida                 | 29  | 5 297 045     | 47,9%         | 5 668 731        | 51,2%            | 70 324           | 0,6%             | 31 356          | 0,3%            | 11 067 456  | 77,2%     | 74,5%      | R          | No             | 2016          |
| Georgia                 | 16  | 2 473 633     | 49,5%         | 2 461 854        | 49,2%            | 62 229           | 0,1%             | 2 244           | 0,0%            | 4 999 960   | 66,2%     | 60,1%      | R          | Sì             | 1996          |
| Hawaii                  | 4   | 366 130       | 63,7%         | 196 864          | 34,3%            | 5 539            | 1,0%             | 5 936           | 1,0%            | 574 469     | 69,7%     | 58,4%      | D          | No             | 1988          |
| Idaho                   | 4   | 287 021       | 33,1%         | 554 119          | 63,8%            | 16 404           | 1,9%             | 10 390          | 1,2%            | 867 934     | 81,2%     | 75,8%      | R          | No             | 1968          |
| Illinois                | 20  | 3 471 915     | 57,5%         | 2 446 891        | 40,6%            | 66 544           | 1,1%             | 48 394          | 0,8%            | 6 033 744   | 71,1%     | 69,0%      | D          | No             | 1992          |
| Indiana                 | 11  | 1 242 498     | 41,0%         | 1 729 857        | 57,0%            | 58 901           | 1,9%             | 1 954           | 0,1%            | 3 033 210   | 61,4%     | 57,9%      | R          | No             | 2012          |
| Iowa                    | 6   | 759 061       | 44,9%         | 897 672          | 53,1%            | 19 637           | 1,2%             | 14 501          | 0,9%            | 1 690 871   | 75,8%     | 72,8%      | R          | No             | 2016          |
| Kansas                  | 6   | 570 323       | 41,5%         | 771 406          | 56,1%            | 30 574           | 2,2%             | 1 683           | 0,1%            | 1 373 986   | 65,9%     | 59,7%      | R          | No             | 1968          |
| Kentucky                | 8   | 772 474       | 36,2%         | 1 326 646        | 62,1%            | 26 234           | 1,2%             | 11 414          | 0,5%            | 2 136 768   | 59,7%     | 59,1%      | R          | No             | 2000          |
| Louisiana               | 8   | 856 034       | 39,9%         | 1 255 776        | 58,4%            | 21 645           | 1,0%             | 14 607          | 0,7%            | 2 148 062   | 69,5%     | 67,8%      | R          | No             | 2000          |
| Maine (intero stato)    | 2   | 435 072       | 53,1%         | 360 737          | 44,0%            | 14 152           | 1,7%             | 9 500           | 1,2%            | 819 461     | 78,0%     | 72,5%      | D          | No             | 1992          |
| Maine DC1               | 1   | 266 376       | 60,1%         | 164 045          | 37,0%            | 7 343            | 1,7%             | 5 348           | 1,2%            | 443 112     | -         | -          | D          | No             | 1992          |
| Maine DC2               | 1   | 168 696       | 44,8%         | 196 692          | 52,3%            | 6 809            | 1,8%             | 4 152           | 1,1%            | 376 349     | -         | -          | R          | No             | 2016          |
| Maryland                | 10  | 1 985 023     | 65,4%         | 976 414          | 32,1%            | 33 488           | 1,1%             | 42 105          | 1,4%            | 3 037 030   | 74,6%     | 72,0%      | D          | No             | 1992          |
| Massachusetts           | 11  | 2 382 202     | 65,6%         | 1 167 202        | 32,1%            | 47 013           | 1,3%             | 34 985          | 1,0%            | 3 631 402   | 76,0%     | 74,5%      | D          | No             | 1988          |
| Michigan                | 16  | 2 804 040     | 50,6%         | 2 649 852        | 47,8%            | 60 381           | 1,1%             | 25 029          | 0,5%            | 5 539 302   | 71,0%     | 63,0%      | R          | Sì             | 2016          |
| Minnesota               | 10  | 1 717 077     | 52,4%         | 1 484 065        | 45,3%            | 34 976           | 1,1%             | 41 053          | 1,0%            | 3 277 171   | 80,0%     | 74,7%      | D          | No             | 1976          |
| Mississippi             | 6   | 539 398       | 41,1%         | 756 764          | 57,6%            | 8 026            | 0,6%             | 9 571           | 0,7%            | 1 313 759   | 60,4%     | 55,5%      | R          | No             | 1980          |
| Missouri                | 10  | 1 253 014     | 41,4%         | 1 718 736        | 56,8%            | 41 205           | 1,4%             | 13 007          | 0,4%            | 3 025 962   | 69,8%     | 66,6%      | R          | No             | 2000          |
| Montana                 | 3   | 244 786       | 40,6%         | 343 602          | 56,9%            | 15 252           | 2,5%             | 34              | 0,0%            | 603 674     | 73,1%     | 64,3%      | R          | No             | 1996          |
| Nebraska (intero stato) | 2   | 374 583       | 39,2%         | 556 846          | 58,52%           | 20 283           | 2,1%             | 4 671           | 0,5%            | 956 383     | 76,3%     | 64,3%      | R          | No             | 1968          |
| Nebraska DC1            | 1   | 132 261       | 41,1%         | 180 290          | 56,0%            | 7 495            | 2,3%             | 1 840           | 0,5%            | 321 886     | -         | -          | R          | No             | 1968          |
| Nebraska DC2            | 1   | 176 468       | 52,0%         | 154 377          | 45,5%            | 6 909            | 2,0%             | 1 912           | 0,6%            | 339 666     | -         | -          | R          | Sì             | 2012          |
| Nebraska DC3            | 1   | 65 854        | 22,3%         | 222 179          | 75,4%            | 5 879            | 2,0%             | 919             | 0,3%            | 294 831     | -         | -          | R          | No             | 1968          |
| Nevada                  | 6   | 703 486       | 50,1%         | 669 890          | 47,7%            | 14 783           | 1,1%             | 17 217          | 1,2%            | 1 405 376   | 78,2%     | 76,8%      | D          | No             | 2008          |
| New Hampshire           | 4   | 424 937       | 52,7%         | 365 660          | 45,4%            | 13 236           | 1,6%             | 2 372           | 0,3%            | 806 205     | 73,5%     | 69,1%      | D          | No             | 2004          |
| New Jersey              | 14  | 2 608 400     | 57,3%         | 1 883 313        | 41,4%            | 31 677           | 0,7%             | 26 067          | 0,6%            | 4 549 457   | 72,0%     | 69,1%      | D          | No             | 1992          |
| New York                | 29  | 5 244 886     | 60,9%         | 3 251 997        | 37,7%            | 60 383           | 0,7%             | 59 595          | 1,1%            | 8 616 861   | 69,7%     | 67,3%      | D          | No             | 1988          |
| Nuovo Messico           | 5   | 501 614       | 54,3%         | 401 894          | 43,5%            | 12 585           | 1,4%             | 7 872           | 0,9%            | 923 965     | 61,3%     | 62,4%      | D          | No             | 2008          |
| Ohio                    | 18  | 2 679 165     | 45,2%         | 3 154 834        | 53,3%            | 67 569           | 1,1%             | 20 634          | 0,3%            | 5 922 202   | 74,0%     | 68,5%      | R          | No             | 2016          |
| Oklahoma                | 7   | 503 890       | 32,3%         | 1 020 280        | 65,4%            | 24 731           | 1,6%             | 11 798          | 0,8%            | 1 560 699   | 54,8%     | 49,0%      | R          | No             | 1968          |
| Oregon                  | 7   | 1 340 383     | 56,5%         | 958 448          | 40,4%            | 41 582           | 1,8%             | 33 908          | 1,4%            | 2 374 321   | 82,0%     | 70,3%      | D          | No             | 1988          |
| Pennsylvania            | 20  | 3 458 229     | 50,0%         | 3 377 674        | 48,7%            | 79 380           | 1,1%             | 21 693          | 0,3%            | 6 936 976   | 76,5%     | 62,8%      | R          | Sì             | 2016          |
| Rhode Island            | 4   | 307 486       | 59,4%         | 199 922          | 38,6%            | 5 053            | 1,0%             | 5 296           | 1,0%            | 517 757     | 67,6%     | 60,2%      | D          | No             | 1988          |
| Tennessee               | 11  | 1 143 711     | 37,5%         | 1 852 475        | 60,7%            | 29 877           | 1,0%             | 27 788          | 0,9%            | 3 053 851   | 69,3%     | 61,9%      | R          | No             | 2000          |
| Texas                   | 38  | 5 259 126     | 46,5%         | 5 890 347        | 52,1%            | 126 243          | 1,1%             | 39 340          | 0,3%            | 11 315 056  | 66,7%     | 59,4%      | R          | No             | 1980          |
| Utah                    | 6   | 560 282       | 37,6%         | 865 140          | 58,1%            | 38 447           | 2,6%             | 24 420          | 1,6%            | 1 488 289   | 69,2%     | 57,8%      | R          | No             | 1968          |
| Vermont                 | 3   | 242 820       | 66,1%         | 112 704          | 30,7%            | 3 608            | 1,0%             | 8 296           | 2,3%            | 367 428     | 73,3%     | 68,0%      | D          | No             | 1992          |
| Virginia                | 13  | 2 413 568     | 54,1%         | 1 962 430        | 44,0%            | 64 761           | 1,5%             | 19 765          | 0,4%            | 4 460 524   | 75,1%     | 72,1%      | D          | No             | 2008          |
| Virginia Occidentale    | 5   | 235 984       | 29,7%         | 545 382          | 68,6%            | 10 687           | 1,3%             | 2 678           | 0,3%            | 794 731     | 63,3%     | 57,5%      | R          | No             | 2000          |
| Washington              | 12  | 2 369 612     | 58,0%         | 1 584 651        | 38,8%            | 80 500           | 2,0%             | 52 868          | 1,3%            | 4 087 631   | 84,1%     | 78,8%      | D          | No             | 1988          |
| Wisconsin               | 10  | 1 630 866     | 49,4%         | 1 610 184        | 48,8%            | 38 491           | 1,2%             | 18 500          | 0,6%            | 3 298 041   | 72,3%     | 67,3%      | R          | Sì             | 2016          |
| Wyoming                 | 3   | 73 491        | 26,6%         | 193 559          | 69,9%            | 5 768            | 2,1%             | 3 947           | 0,8%            | 276 765     | 62,6%     | 57,9%      | R          | No             | 1968          |
| Totale nazionale        | 538 | 81 283 501    | 51,3%         | 74 223 975       | 46,9%            | 1 865 535        | 1,2%             | 1 056 620       | 0,7%            | 158 429 631 | 66,6%     | 60,1%      | D          | Sì             | 2016          |
| Totale nazionale        | 538 | 306 GE        | 56,9%         | 232 GE           | 43,1%            | 0 GE             | 0,0%             | 0 GE            | 0,0%            | 158 429 631 | 66,6%     | 60,1%      | D          | Sì             | 2016          |

### Mappe

Cartogramma della distribuzione dei grandi elettori tra il Partito Democratico (porzioni in blu) e il Partito Repubblicano (porzioni in rosso)
Risultati per contea (in blu quelle in cui ha vinto Joe Biden, in rosso quelle in cui ha vinto Donald Trump)
Risultati per contea, ombreggiati in base alla percentuale di voti del candidato vincitore
Risultati per contea dal 2016 al 2020, con diverse gradazioni di blu e rosso a seconda del margine di vantaggio del vincitore rispetto al 2016.

## Controversie

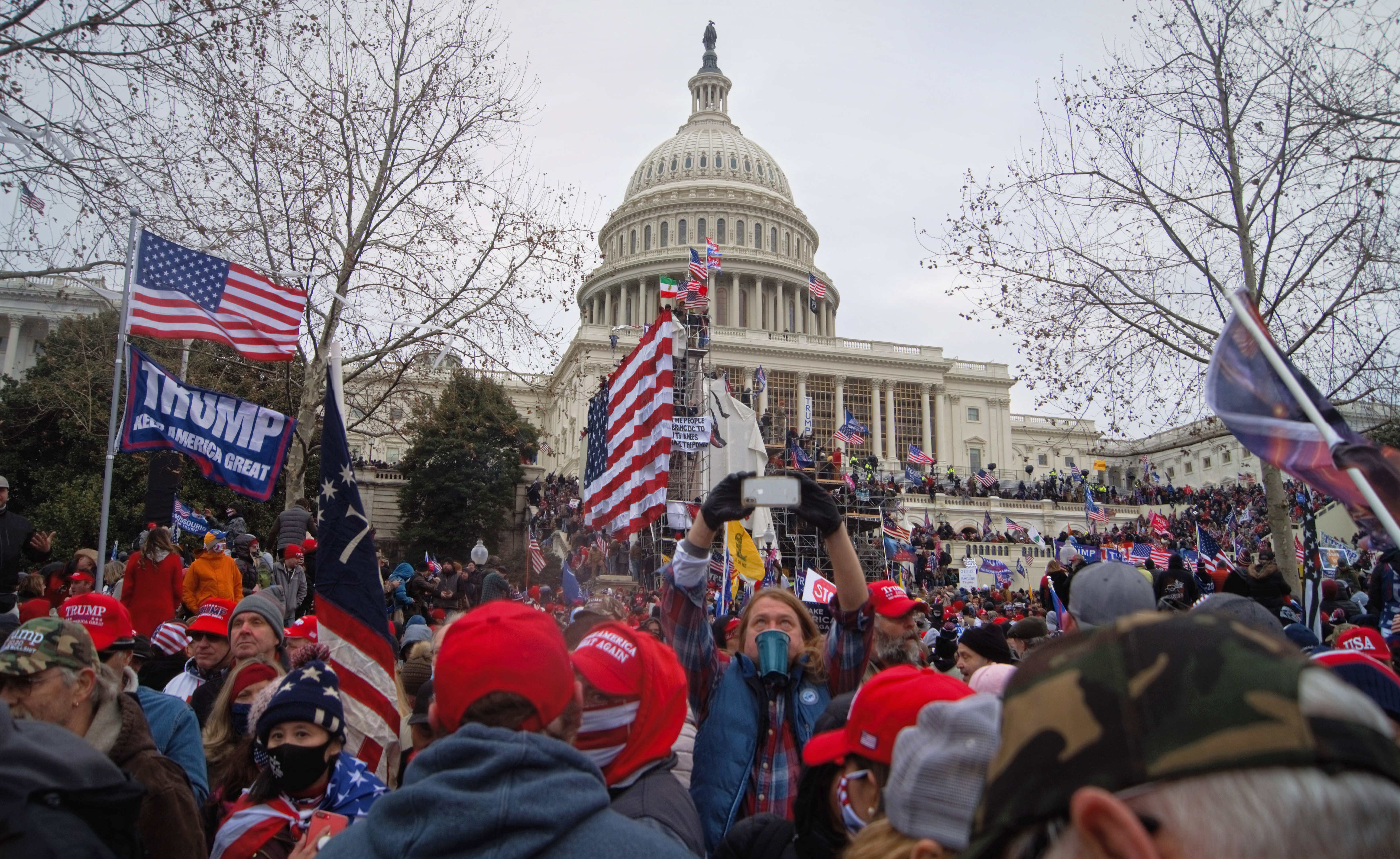
Assalto al Campidoglio

La campagna elettorale del presidente uscente è stata apertamente critica verso il voto postale, storicamente favorevole ai candidati del Partito Democratico. Data la pandemia di COVID-19 in pieno corso durante le elezioni e l'elevata presenza di scettici tra i sostenitori del presidente, era infatti prevedibile che il voto postale fosse largamente a vantaggio dello sfidante. Il conteggio e il controllo dei voti postali può richiedere diversi giorni di scrutinio, dove si può verificare il passaggio da una situazione di vantaggio per i Repubblicani a una rimonta inaspettata dei Democratici .  
Inoltre le stesse dichiarazioni del presidente durante la campagna elettorale avrebbero contribuito a disincentivare l'utilizzo del voto postale da parte degli elettori repubblicani.
Nella giornata del 3 settembre 2020 Trump, durante un comizio in Carolina del Nord, ha invitato i suoi elettori a "sfidare il sistema elettorale e votare due volte: una di persona e un'altra via posta" per testare se i controlli sul voto fossero realmente funzionanti, cosa che se fatta consapevolmente sarebbe risultata illegale.
Già durante lo spoglio, il Presidente uscente Donald Trump ha dichiarato di non riconoscere l’esito delle votazioni e la vittoria dello sfidante, paventando brogli, chiedendo il blocco del conteggio dei voti e annunciando ricorsi legali. La scelta di Trump di non ammettere la sconfitta tramite un discorso pubblico risulta un unicum dal 1896 (sebbene il concession speech non sia formalmente richiesto a norma di legge) ed ha costituito un rilevante caso mediatico, come anche le dichiarazioni successive da parte di Trump e del suo staff, in particolare quelle del segretario di stato Mike Pompeo secondo cui la transizione dei poteri sarebbe avvenuta verso una seconda amministrazione Trump. Tali azioni hanno suscitato notevoli critiche al presidente uscente da parte di gran parte dei mezzi d'informazione nazionali ed internazionali ed anche da parte di numerosi esponenti di spicco dello stesso Partito Repubblicano tra cui l'ex presidente George W. Bush ed il candidato repubblicano alle presidenziali del 2012 Mitt Romney, i quali si sarebbero entrambi congratulati con Joe Biden per l'elezione prima del presidente uscente.
Trump avrebbe insistito vigorosamente sulle sue posizioni, diffondendo prevalentemente tramite i social accuse riguardanti presunti malfunzionamenti dei sistemi informatici per la trasmissione dei conteggi dai seggi; avrebbe inoltre sostenuto l'esistenza di irregolarità, quali voti effettuati da persone decedute, mancanza di corrispondenza tra i numeri delle schede elettorali e dei votanti registrati o situazioni in cui l'accesso ai seggi sarebbe stato impedito agli osservatori repubblicani durante la fase di scrutinio. Diversi osservatori internazionali tra cui i funzionari dell'OSCE hanno contraddetto le accuse, evidenziando la mancanza di prove concrete 
riguardo alla veridicità di tali affermazioni ed hanno accusato Trump di stare perpetrando un palese abuso di potere. Il social network Twitter iniziò ad oscurare diversi tweet del presidente in quanto contenenti chiare fake news, per poi porre su di essi il contrassegno "questa affermazione sulla frode elettorale è contestata"; l'account personale del presidente uscente sarebbe poi stato chiuso l'8 gennaio 2021. Trump avrebbe inoltre licenziato il segretario alla difesa Mark Esper ed il direttore dell'Agenzia per la sicurezza informatica e delle infrastrutture (Cisa) Christopher C. Krebs, il quale aveva definito le elezioni del 2020 «le più sicure della storia degli USA». Lo stesso Presidente uscente avrebbe inoltre impedito allo sfidante l'accesso ai fondi federali per la transizione dell'amministrazione, oltre che alle informazioni di intelligence correlate.
Il team legale di Trump avrebbe inoltre provato a trarre vantaggio dalla legislazione dello stato del Michigan, in base alla quale in caso di risultati contestati la scelta dei delegati spetterebbe, indipendentemente dal voto popolare, alla legislatura dello stato (la quale era a maggioranza repubblicana). I due membri repubblicani del consiglio elettorale del Michigan sarebbero stati quindi convocati alla Casa Bianca, ove tuttavia si sarebbero espressi negativamente riguardo all'opzione del rovesciamento del voto popolare. Il 23 novembre il consiglio elettorale del Michigan ha poi certificato i risultati delle elezioni con 3 voti favorevoli (2 democratici e un repubblicano) ed un astenuto.
In seguito al fallimento di oltre 30 diversi ricorsi in sede legale ed alla certificazione dei risultati delle elezioni in Georgia ed in Michigan, il 23 novembre il presidente uscente ha comunicato tramite Twitter di aver messo a disposizione la sua squadra per gestire il periodo prima dell'insediamento dello sfidante. Nel contempo Emily Murphy, capo del General Administration Services (GSA), che aveva tenuto in stand-by lo sblocco dei fondi federali e l'avvio dei protocolli, ha dato il via libera alla transizione di Joe Biden.
Il 9 dicembre i procuratori generali di 17 Stati e 126 deputati repubblicani firmano l’appello promosso dal procuratore generale del Texas Ken Paxton che richiedeva l'annullamento di 20 milioni di voti in Pennsylvania e in altri stati. L'11 dicembre la richiesta è stata respinta all’unanimità dalla Corte Suprema. Il 14 dicembre il collegio elettorale ha eletto Biden come 46º presidente degli Stati Uniti d'America.
Il 6 gennaio 2021, in occasione della seduta congiunta del Congresso degli Stati Uniti per la proclamazione dell'elezione di Joe Biden, Trump tiene un discorso pubblico davanti alla Casa Bianca, in cui ribadisce le accuse di brogli e si proclama vincitore delle elezioni, esortando la folla a marciare sul Campidoglio per «dare ai Repubblicani l'orgoglio e l'audacia necessari per ridarci il Paese». Dal pubblico si distacca un folto gruppo di manifestanti, che riesce ad oltrepassare il cordone di polizia posto a protezione di Capitol Hill e penetra all'interno del palazzo del Parlamento. La sessione viene di conseguenza sospesa e i membri del Congresso vengono evacuati. La manifestazione (che cessa a seguito di un appello dello stesso Trump via Twitter) causa 5 morti e 13 feriti. La seduta riprende in tarda serata, una volta evacuati i manifestanti, e nella notte del 7 gennaio viene ratificata l'elezione di Joe Biden.